# Nicolò Cattaneo Della Volta
Nicolò Cattaneo Della Volta (Génova, 18 de julho de 1679 - Génova, 5 de julho de 1751) foi o 153.º Doge da República de Génova e rei da Córsega.

## Biografia
No dia 7 de fevereiro de 1736 foi eleito o novo Doge da República, o centésimo oitavo numa sucessão de dois anos e o n.º cento e cinquenta e três na história republicana. Como Doge, ele também foi investido no cargo bienal de Rei da Córsega. O seu mandato foi inevitavelmente dominado pela Crise da Córsega. Terminou o seu mandato de dois anos a 7 de fevereiro de 1738, assumindo o cargo de deputado da Fazenda da República de Génova. Nicolò Cattaneo Della Volta faleceu em Génova a 5 de julho de 1751.